# Circèsion
Circèsion (grec antic: Κιρκήσιον, Kirkèssion; llatí: Circesium; siríac: Kerkusion) fou una antiga ciutat de Mesopotàmia a Osroene. Correspon al llogaret sirià de Busayra o al-Bseyra (també Abu Seray i altres noms segons els viatgers) que derivaria de Basur, del que seria un diminutiu; Basur al seu torn és l'antic nom de Deir ez-Zor; les restes de la fortalesa encara són visibles. La identificació que es va fer antigament amb Karkemish (Benjamí de Tudela seguit per altres), fou incorrecte. El febrer del 244 fou enterrat prop del lloc, que segurament ja era un posició militar (Castrum Circesium), l'emperador Gordià III. Fou fundada segurament en temps de Dioclecià o poc abans sobre una antiga ciutat que portava el nom assiri de Sirhi, i s'hi van instal·lar una estació militar; en tot cas fou Dioclecià qui va fer construir les fortificacions com a posició de frontera més avançada al sud de Mesopotàmia; el 363 el tractat signat per Jovià la va deixar en mans dels perses sassànides; fou restaurada sota Justinià I. Fou un bisbat esmentat a Notitiæ episcopatuum (vers 840). Michel Le Quien esmenta cinc bisbes:
- Jonas, present al concili de Nicea
- Abramius, present al concili de Calcedònia
- Nonnus, vers 518 i 532
- Davides, present al concili de Constantinoble (536);
- Thomas (553)

Fou conquerida pels musulmans a una data incerta que segons uns és el 637 i segons altres el 640. L'ocupació la va fer Habib ibn Maslama sense lluita. Els àrabs la van anomenar Karkisiya. Fou capital del districte del Khabur a la província del Diyar Bakr. El 690 en l'expedició del califa Abd-al-Màlik ibn Marwan contra Mússab ibn az-Zubayr, governador de l'Iraq per l'anticalifa, va atacar Karkisiya que era governada pel kaysita Zufar ibn al-Harith com un sobirà independent i havia derrotat el governar d'Homs enviat a sotmetre'l; Zufar va capitular després d'un llarg setge. Junt amb Rahba, a un dia de camí més al sud, fou teatre d'alguns combats a l'època dels hamdànides al segle x. Consten 14 bisbes jacobites del 793 al 1042. El tulúnida Àhmad ibn Tulun la va dominar fins al 881 quan la va reconquerir el regent abbàssida Talha al-Muwàffaq. Quan Benjamí de Tudela hi va ser a la segona meitat del segle xii hi vivien 500 famílies jueves. Els egipcis hi van tornar en temps de Baybars I, el qual va ocupar la ciutat als mongols el 1264. En aquest temps no tenia importància ni econòmica ni militar i el lloc es va despoblar progressivament. A la meitat del segle xx només hi havia unes 35 cases, i uns 150 habitants. La vila moderna de Deir ez-Zor, a la vora de l'Eufrates i allunyada de la confluència del Khabur, va ocupar el seu lloc com a centre comercial.